# Gródki (województwo lubelskie)
Gródki – wieś w Polsce położona w województwie lubelskim, w powiecie biłgorajskim, w gminie Turobin.
| SIMC    | Nazwa           | Rodzaj    |
| ------- | --------------- | --------- |
| 0903073 | Gródki Drugie   | część wsi |
| 0903080 | Gródki Pierwsze | część wsi |

W latach 1954–1961 wieś należała i była siedzibą władz gromady Gródki, po jej zniesieniu w gromadzie Turobin. W latach 1975–1998 miejscowość administracyjnie należała do województwa zamojskiego.
Wieś jest sołectwem w gminie Turobin. Według Narodowego Spisu Powszechnego z roku 2011 wieś liczyła 520 mieszkańców i była trzecią co do liczby ludności miejscowością gminy.
We wsi znajduje się parafialny kościół polskokatolicki pw. św. Izydora.